# Obesulus indicus
Obesulus indicus är en stekelart som beskrevs av Sushil och Muhammad Sharif Khan 1999. Obesulus indicus ingår i släktet Obesulus och familjen finglanssteklar. Inga underarter finns listade i Catalogue of Life.